# Platycorynus
Platycorynus là một chi bọ cánh cứng trong họ Chrysomelidae.
Chi này được miêu tả khoa học năm 1837 bởi Chevrolat.

## Các loài
Các loài trong chi này gồm:
- Platycorynus angularis Tan, 1982
- Platycorynus apicalis Kimoto & Gressitt, 1982
- Platycorynus argentipilus Tan, 1982
- Platycorynus backoensis Medvedev & Rybakova, 1985
- Platycorynus buonloicus Medvedev & Rybakova, 1985
- Platycorynus cupreoviridis (Tang, 1992)
- Platycorynus dentatus Tan, 1982
- Platycorynus laosensis Kimoto & Gressitt, 1982
- Platycorynus pubicollis Medvedev & Rybakova, 1985
- Platycorynus punctatus Tan, 1982
- Platycorynus purpureimicans Tan, 1982
- Platycorynus roseus Tan, 1982
- Platycorynus rugosus Kimoto & Gressitt, 1982
- Platycorynus sulcus Tan, 1982